# Dundonald Castle

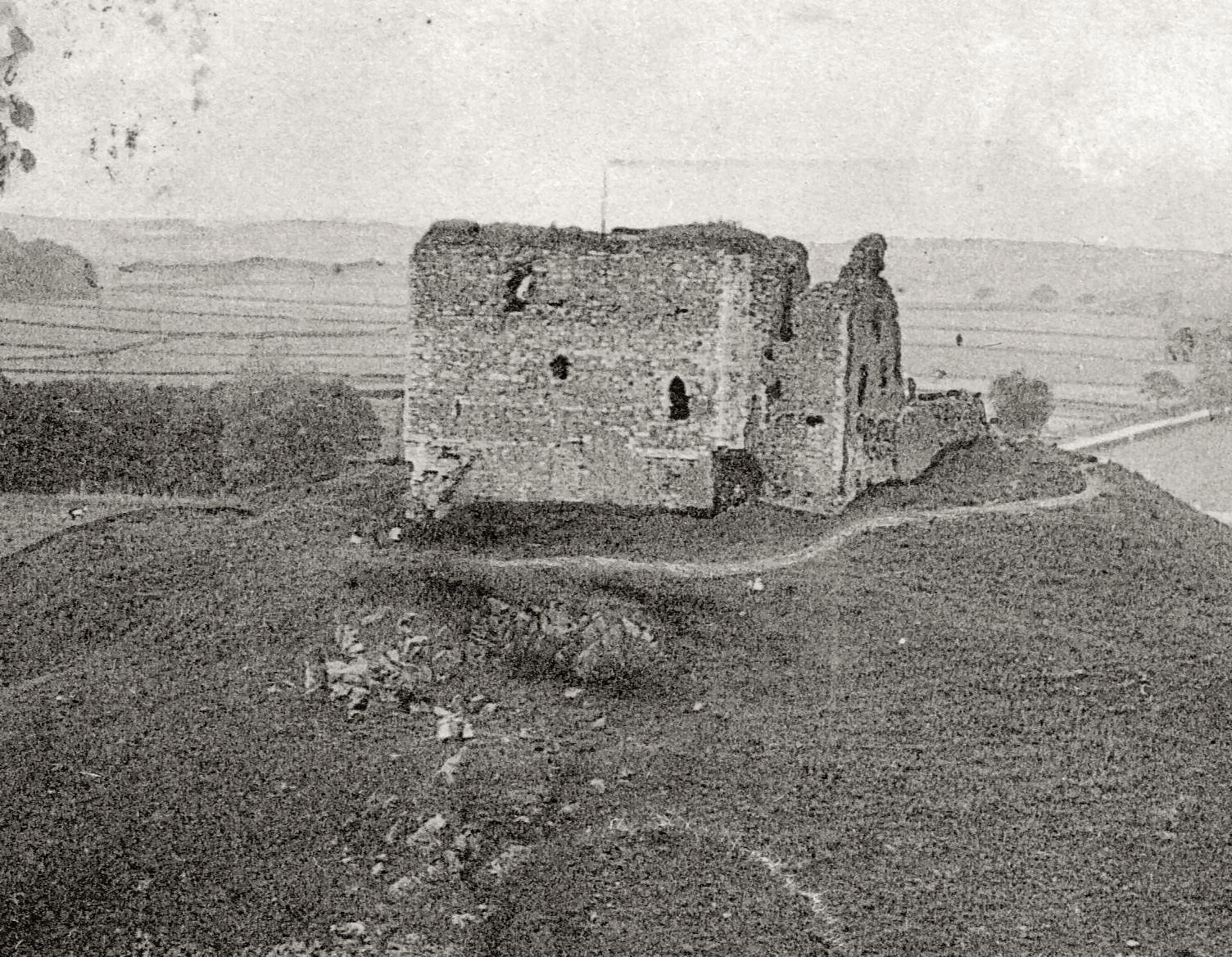
Dundonald Castle im Jahr 1903

Dundonald Castle liegt auf einem Hügel über der Gemeinde Dundonald (South Ayrshire), zwischen Kilmarnock und Troon in Schottland. Der Name bedeutet „Donalds Festung“; Historiker sind sich der Herkunft nicht sicher, schließen aber auf einen der Könige von Strathclyde im 10. Jahrhundert.

## Geschichte

### Frühzeitliche Befestigung
Spärliche archäologische Funde deuten auf eine Nutzung des Hügels als Burggelände bereits ab dem 5. Jahrhundert hin. Aus Holz errichtete Gebäude verschiedener Größe und sowohl in runder als auch rechteckiger Form sind nachzuweisen, während ein Murus Gallicus als Schutz und Begrenzung der Anlage diente. Um 1000 n. Chr. bedeutete ein Brand das Ende der Befestigung. Das Feuer vernichtete die Gebäude, die dabei entstandene Hitze muss so groß gewesen sein, dass Mauerteile geschmolzen oder verglast wurden.
Um dieses Datum herum endete auch die Unabhängigkeit des Königreichs Strathclyde; es ging im Königreich Schottland auf.

### Mittelalterliche Burgen
Drei verschiedene Burgen aus der Zeit des Mittelalters sind auf der Fläche der heutigen Anlage nachzuweisen:
Die erste Befestigungsanlage stammt aus dem 12. Jahrhundert. Sie wird Walter Fitzalan zugeschrieben, dem ersten Steward der Könige von Schottland, der im Jahr 1136 nach Schottland kam. Von dieser Burg sind, wie von den früheren Befestigungen, nur archäologische Spuren zu finden.
Die zweite Burg wurde im späten 13. Jahrhundert von Alexander Stewart, 4. High Steward of Scotland hauptsächlich aus Stein erbaut und gehörte bei ihrer Errichtung zu den größten nichtköniglichen Anlagen. Zu Beginn des 14. Jahrhunderts, in der Zeit der Schottischen Unabhängigkeitskriege, wurde sie zur Verhinderung fremder Nutzung von ihren Besitzern fast vollständig zerstört – eine gängige Praxis dieser Zeit auch bei strategisch weniger wichtigen Gebäuden. Von dieser Anlage sind noch ein Brunnen sowie das Fundament eines runden Turmes im Nordwesten der heutigen Burg zu finden.

### Die dritte Burg
Dundonald Castle wurde für König Robert II. anlässlich seiner Thronbesteigung im Jahr 1371 errichtet. Er und in der Folge auch sein Sohn John (als Robert III.) nutzten es als königliche Residenz. Als Erbauer gilt Robert Stewart, späterer 1. Duke of Albany und Sohn von Robert II. aus erster Ehe.
Die Burg gilt in ihrer Form als „befestigtes Tower House“ und war ursprünglich drei Stockwerke hoch: Das Erdgeschoss war ein möglicherweise unterteilter Lagerraum für Speisen und Getränke sowie für Heiz- und Brennstoffe. Der erste Stock beinhaltete die niedrigere laigh hall, die für öffentliche Anlässe, Festivitäten und Gerichtssitzungen genutzt wurde. Im zweiten Stock befand sich die mit einem hoch aufragenden Steingewölbe versehene great hall, deren private Nutzung dem König und seiner Familie vorbehalten war.
Im späten 14. Jahrhundert wurde die Burg erweitert. Sie erhielt zusätzliche private Räume und ein Gefängnis. Der durch eine Mauer geschützte Innenhof wurde vervollständigt, Nebengebäude (genannt werden Stall, Backhaus, Brauerei und Schmiede) entlang der Mauer errichtet. Auch eine kleine Kirche wurde erbaut und dem Hl. Inan (wahrscheinlich Ninian) geweiht.

### Die Burg heute
Die heute vorhandene Ruine sind die verfallenen Überreste der dritten Burg, nachdem diese ab Mitte des 16. Jahrhunderts nicht mehr genutzt wurde. Sie gehört dem South Ayrshire Council, das angeschlossene Besucherzentrum wird von The Friends of Dundonald Castle betrieben. Die gesamte Anlage ist nur in den Sommermonaten geöffnet, eine Ausstellung im Besucherzentrum zeigt die Geschichte der Burg sowie an Modellen die zeitliche Entwicklung.

## Legenden
- In der Region Ayrshire gibt es eine Volkssage, deren Ursprung auf ein Märchen aus 1001 Nacht zurückzuführen ist:

Donald Din (oder Din Donald) war ein armer Mann, aber er träumte glückliche Träume. Eines Nachts träumte er dreimal, dass sich sein Schicksal wenden würde, wenn er zur London Bridge ginge. Also folgte er seinem Traum und traf auf der Brücke einen Mann. Dieser hatte wiederholt von einem Platz in Ayrshire geträumt, an dem ein Schatz zu finden sei. Er erklärte Donald für verrückt, wenn er an Träume glaube.
Auch seine Frau erklärte ihn für verrückt. In der Beschreibung des Fremden auf der Brücke hatte Donald sein eigenes Feld mit Kohl erkannt. Aber erst nachdem er das Feld umgegraben und die gesamte Ernte vernichtet hatte, fand er einen großen Topf voll Gold. Davon errichtete Donald eine mächtige Burg und wurde der Begründer einer aufstrebenden Familie.
- Ein geheimer Tunnel soll von Dundonald Castle zum Seagate Castle in Irvine führen.[3]